# AFC Beach Soccer Championship 2019
L’AFC Beach Soccer Championship 2019 è stata la 9ª edizione del torneo.
Il torneo si è svolto a Pattaya, in Thailandia, dal 7 al 17 marzo 2019. Il campionato funge anche da torneo di qualificazione per le squadre asiatiche al Campionato mondiale di beach soccer 2019 in Paraguay; si qualificano le prime tre squadre.
L'Iran era il campione in carica ma non è riuscito a difendere il titolo dopo aver perso contro il Giappone nei quarti di finale. Il Giappone diventa il campione dopo aver battuto gli Emirati Arabi Uniti in finale, diventando la prima squadra a vincere il torneo tre volte.

## Squadre partecipanti
Di seguito l’elenco delle squadre partecipanti:
- Afghanistan
- Bahrein
- Cina
- Iran
- Iraq
- Giappone
- Kuwait
- Kirghizistan

- Libano
- Malaysia
- Oman
- Palestina
- Qatar
- Thailandia
- Emirati Arabi Uniti

## Sorteggio
Il sorteggio dei gironi si è svolto il 3 dicembre 2018 a Pattaya, in Thailandia. Le 15 squadre sono state divise in 4 gironi da tre o quattro squadre ciascuno.
| 1ª urna                                      | 2ª urna                         | 3ª urna                  | 4ª urna                       |
| -------------------------------------------- | ------------------------------- | ------------------------ | ----------------------------- |
| Thailandia Iran Emirati Arabi Uniti Giappone | Libano Oman Bahrein Afghanistan | Malaysia Iraq Cina Qatar | Palestina Kuwait Kirghizistan |

## Fase a gironi

### Girone A
| Squadra     | P.ti | G | V | V+ | Vr | P | GF | GS | DR |
| ----------- | ---- | - | - | -- | -- | - | -- | -- | -- |
| Palestina   | 9    | 3 | 3 | 0  | 0  | 0 | 14 | 9  | +5 |
| Malaysia    | 3    | 3 | 1 | 0  | 0  | 2 | 12 | 13 | -1 |
| Thailandia  | 3    | 3 | 1 | 0  | 1  | 2 | 8  | 10 | -2 |
| Afghanistan | 2    | 3 | 0 | 1  | 0  | 2 | 5  | 7  | -2 |

| Pattaya 7 marzo 2019, ore 17:30 | Afghanistan       | 3 – 2 (d.t.s.) (0-1, 1-1, 2-2) referto | Malaysia | Main Arena (150 spett.)\| Arbitro: \| Fallah Al-Balushi \| |
| Arbitro:                        | Fallah Al-Balushi |                                        |          |                                                            |

| Pattaya 7 marzo 2019, ore 20:30 | Thailandia    | 2 – 5 (1-0, 2-4) referto | Palestina | Main Arena (350 spett.)\| Arbitro: \| Yuichi Hatano \| |
| Arbitro:                        | Yuichi Hatano |                          |           |                                                        |

| Pattaya 9 marzo 2019, ore 17:30 | Palestina         | 3 – 2 (0-1, 1-1) referto | Afghanistan | Main Arena (70 spett.)\| Arbitro: \| Ebrahim Akbarpour \| |
| Arbitro:                        | Ebrahim Akbarpour |                          |             |                                                           |

| Pattaya 9 marzo 2019, ore 20:30 | Malaysia          | 5 – 4 (3-0, 4-2) referto | Thailandia | Main Arena (450 spett.)\| Arbitro: \| Waleed Abdulkarim \| |
| Arbitro:                        | Waleed Abdulkarim |                          |            |                                                            |

| Pattaya 11 marzo 2019, ore 19:00 | Malaysia      | 5 – 6 (2-1, 4-4) referto | Palestina | Main Arena (250 spett.)\| Arbitro: \| Yuichi Hatano \| |
| Arbitro:                         | Yuichi Hatano |                          |           |                                                        |

| Pattaya 11 marzo 2019, ore 20:30 | Thailandia        | 2 – 0 (0-0, 1-0) referto | Afghanistan | Main Arena (450 spett.)\| Arbitro: \| Fallah Al-Balushi \| |
| Arbitro:                         | Fallah Al-Balushi |                          |             |                                                            |

### Girone B
| Squadra             | P.ti | G | V | V+ | Vr | P | GF | GS | DR  |
| ------------------- | ---- | - | - | -- | -- | - | -- | -- | --- |
| Emirati Arabi Uniti | 9    | 3 | 3 | 0  | 0  | 0 | 15 | 5  | +10 |
| Libano              | 6    | 3 | 2 | 0  | 0  | 1 | 18 | 8  | +10 |
| Cina                | 3    | 3 | 1 | 0  | 0  | 2 | 14 | 14 | 0   |
| Kirghizistan        | 0    | 3 | 0 | 0  | 0  | 3 | 6  | 26 | -20 |

| Pattaya 7 marzo 2019, ore 16:00 | Libano            | 5 – 3 (0-1, 2-2) referto | Cina | Main Arena (100 spett.)\| Arbitro: \| Bakhtiyor Namazov \| |
| Arbitro:                        | Bakhtiyor Namazov |                          |      |                                                            |

| Pattaya 7 marzo 2019, ore 19:00 | Emirati Arabi Uniti | 6 – 1 (2-0, 4-1) referto | Kirghizistan | Main Arena (200 spett.)\| Arbitro: \| Abdulla Saleh \| |
| Arbitro:                        | Abdulla Saleh       |                          |              |                                                        |

| Pattaya 9 marzo 2019, ore 16:00 | Kirghizistan    | 2 – 11 (1-3, 1-4) referto | Libano | Main Arena (100 spett.)\| Arbitro: \| Turki Al-Salehi \| |
| Arbitro:                        | Turki Al-Salehi |                           |        |                                                          |

| Pattaya 9 marzo 2019, ore 19:00 | Cina        | 2 – 6 (1-2, 1-3) referto | Emirati Arabi Uniti | Main Arena (200 spett.)\| Arbitro: \| Makoto Sato \| |
| Arbitro:                        | Makoto Sato |                          |                     |                                                      |

| Pattaya 11 marzo 2019, ore 16:00 | Emirati Arabi Uniti | 3 – 2 (1-2, 3-2) referto | Libano | Main Arena (70 spett.)\| Arbitro: \| Bakhtiyor Namazov \| |
| Arbitro:                         | Bakhtiyor Namazov   |                          |        |                                                           |

| Pattaya 11 marzo 2019, ore 17:30 | Cina          | 9 – 3 (1-1, 6-2) referto | Kirghizistan | Main Arena (200 spett.)\| Arbitro: \| Abdulla Saleh \| |
| Arbitro:                         | Abdulla Saleh |                          |              |                                                        |

### Girone C
| Squadra  | P.ti | G | V | V+ | Vr | P | GF | GS | DR  |
| -------- | ---- | - | - | -- | -- | - | -- | -- | --- |
| Giappone | 9    | 3 | 3 | 0  | 0  | 0 | 21 | 4  | +17 |
| Bahrein  | 6    | 3 | 2 | 0  | 0  | 1 | 12 | 10 | +2  |
| Qatar    | 3    | 3 | 1 | 0  | 0  | 2 | 11 | 14 | -3  |
| Kuwait   | 0    | 3 | 0 | 0  | 0  | 3 | 4  | 20 | -16 |

| Pattaya 8 marzo 2019, ore 17:30 | Bahrein           | 5 – 2 (2-0, 2-1) referto | Qatar | Main Arena (100 spett.)\| Arbitro: \| Hassan Abed Rabbo \| |
| Arbitro:                        | Hassan Abed Rabbo |                          |       |                                                            |

| Pattaya 8 marzo 2019, ore 20:30 | Giappone            | 8 – 1 (3-0, 6-1) referto | Kuwait | Main Arena (220 spett.)\| Arbitro: \| Wan Mohamad Tarmizi \| |
| Arbitro:                        | Wan Mohamad Tarmizi |                          |        |                                                              |

| Pattaya 10 marzo 2019, ore 17:30 | Kuwait   | 2 – 5 (0-1, 1-2) referto | Bahrein | Main Arena (200 spett.)\| Arbitro: \| Li Qibin \| |
| Arbitro:                         | Li Qibin |                          |         |                                                   |

| Pattaya 10 marzo 2019, ore 20:30 | Qatar           | 1 – 7 (1-2, 1-7) referto | Giappone | Main Arena (300 spett.)\| Arbitro: \| Suwat Wongsuwan \| |
| Arbitro:                         | Suwat Wongsuwan |                          |          |                                                          |

| Pattaya 12 marzo 2019, ore 17:30 | Giappone          | 6 – 2 (1-1, 5-2) referto | Bahrein | Main Arena (200 spett.)\| Arbitro: \| Ibrahim Al-Raeesi \| |
| Arbitro:                         | Ibrahim Al-Raeesi |                          |         |                                                            |

| Pattaya 12 marzo 2019, ore 20:30 | Qatar              | 1 – 8 (0-1, 0-5) referto | Kuwait | Main Arena (100 spett.)\| Arbitro: \| Suhaimi Mat Hassan \| |
| Arbitro:                         | Suhaimi Mat Hassan |                          |        |                                                             |

### Girone D
| Squadra | P.ti | G | V | V+ | Vr | P | GF | GS | DR |
| ------- | ---- | - | - | -- | -- | - | -- | -- | -- |
| Oman    | 6    | 2 | 2 | 0  | 0  | 0 | 10 | 6  | +4 |
| Iran    | 3    | 2 | 1 | 0  | 0  | 1 | 8  | 6  | +2 |
| Iraq    | 0    | 2 | 0 | 0  | 0  | 2 | 5  | 11 | -6 |

| Pattaya 8 marzo 2019, ore 19:00 | Iraq       | 2 – 5 (1-2, 1-3) referto | Iran | Main Arena (200 spett.)\| Arbitro: \| Shao Liang \| |
| Arbitro:                        | Shao Liang |                          |      |                                                     |

| Pattaya 10 marzo 2019, ore 19:00 | Oman                | 6 – 3 (3-1, 5-1) referto | Iraq | Main Arena (350 spett.)\| Arbitro: \| Ebrahim Al-Mansoori \| |
| Arbitro:                         | Ebrahim Al-Mansoori |                          |      |                                                              |

| Pattaya 12 marzo 2019, ore 19:00 | Iran       | 3 – 4 (1-2, 1-2) referto | Oman | Main Arena (420 spett.)\| Arbitro: \| Shao Liang \| |
| Arbitro:                         | Shao Liang |                          |      |                                                     |

## Fase a eliminazione diretta

### Tabellone
|  | Quarti di finale    | Quarti di finale    |                     |            | Semifinali                | Semifinali                |  |  | Finale | Finale |
|  |                     |                     |                     |            |                           |                           |  |  |        |        |
|  |                     |                     |                     |            |                           |                           |  |  |        |        |
|  |                     |                     |                     |            |                           |                           |  |  |        |        |
|  | Palestina           | 4                   |                     |            |                           |                           |  |  |        |        |
|  | Palestina           | 4                   |                     |            |                           |                           |  |  |        |        |
|  | Libano              | 3                   |                     |            |                           |                           |  |  |        |        |
|  | Libano              | 3                   | Palestina           | 0          |                           |                           |  |  |        |        |
|  |                     |                     | Palestina           | 0          |                           |                           |  |  |        |        |
|  |                     | Giappone            | 6                   |            |                           |                           |  |  |        |        |
|  | Giappone (dts)      | Giappone            | 6                   | 3          |                           |                           |  |  |        |        |
|  | Giappone (dts)      |                     |                     | 3          |                           |                           |  |  |        |        |
|  | Iran                | 4                   |                     |            |                           |                           |  |  |        |        |
|  | Iran                | 4                   | Giappone (dcr)      | 2 (3)      |                           |                           |  |  |        |        |
|  |                     |                     | Giappone (dcr)      | 2 (3)      |                           |                           |  |  |        |        |
|  |                     | Emirati Arabi Uniti | 2 (1)               |            |                           |                           |  |  |        |        |
|  | Emirati Arabi Uniti | Emirati Arabi Uniti | 2 (1)               | 8          |                           |                           |  |  |        |        |
|  | Emirati Arabi Uniti |                     |                     | 8          |                           |                           |  |  |        |        |
|  | Malaysia            | 1                   |                     |            |                           |                           |  |  |        |        |
|  | Malaysia            | 1                   | Emirati Arabi Uniti | 3          | Finale per il terzo posto | Finale per il terzo posto |  |  |        |        |
|  |                     |                     | Emirati Arabi Uniti | 3          | Finale per il terzo posto | Finale per il terzo posto |  |  |        |        |
|  |                     | Oman                | 2                   |            |                           |                           |  |  |        |        |
|  | Oman                | Oman                | 2                   | 5          | Palestina                 | 2 (1)                     |  |  |        |        |
|  | Oman                |                     |                     | 5          | Palestina                 | 2 (1)                     |  |  |        |        |
|  | Bahrein             | 3                   |                     | Oman (dcr) | 2 (2)                     |                           |  |  |        |        |
|  | Bahrein             | 3                   |                     |            | 2 (2)                     |                           |  |  |        |        |
|  |                     |                     |                     |            |                           |                           |  |  |        |        |
|  |                     |                     |                     |            |                           |                           |  |  |        |        |

### Quarti di finale
| Pattaya 14 marzo 2019, ore 16:00 | Oman          | 5 – 3 (3-2, 3-3) referto | Bahrein | Main Arena (200 spett.)\| Arbitro: \| Yuichi Hatano \| |
| Arbitro:                         | Yuichi Hatano |                          |         |                                                        |

| Pattaya 14 marzo 2019, ore 17:30 | Giappone        | 3 – 2 (d.t.s.) (0-2, 1-2, 2-2) referto | Iran | Main Arena (350 spett.)\| Arbitro: \| Turki Al-Salehi \| |
| Arbitro:                         | Turki Al-Salehi |                                        |      |                                                          |

| Pattaya 14 marzo 2019, ore 19:00 | Emirati Arabi Uniti | 8 – 1 (3-0, 4-1) referto | Malaysia | Main Arena (300 spett.)\| Arbitro: \| Li Qibin \| |
| Arbitro:                         | Li Qibin            |                          |          |                                                   |

| Pattaya 14 marzo 2019, ore 20:30 | Palestina           | 4 – 3 (0-1, 2-2) referto | Libano | Main Arena (150 spett.)\| Arbitro: \| Ebrahim Al-Mansoori \| |
| Arbitro:                         | Ebrahim Al-Mansoori |                          |        |                                                              |

### Semifinali
| Pattaya 15 marzo 2019, ore 17:00 | Emirati Arabi Uniti | 3 – 2 (1-0, 2-1) referto | Oman | Main Arena (300 spett.)\| Arbitro: \| Bakhtiyor Namazov \| |
| Arbitro:                         | Bakhtiyor Namazov   |                          |      |                                                            |

| Pattaya 14 marzo 2019, ore 19:00 | Palestina     | 0 – 6 (0-2, 0-3) referto | Giappone | Main Arena (480 spett.)\| Arbitro: \| Abdulla Saleh \| |
| Arbitro:                         | Abdulla Saleh |                          |          |                                                        |

### Finale 3º posto
| Arbitro: | Suhaimi Mat Hassan |

|                                 |                      |                               |
| Sbagliato · Segnato · Sbagliato | Tiri di rigore 1 – 2 | Sbagliato · Segnato · Segnato |

### Finale
| Arbitro: | Turki Al-Salehi |

|                             |                      |                     |
| Segnato · Segnato · Segnato | Tiri di rigore 3 – 1 | Segnato · Sbagliato |

## Campione
GIAPPONE
(3º titolo)

## Premi individuali
| Miglior marcatore | Miglior giocatore | Premio Fair Play    |
| ----------------- | ----------------- | ------------------- |
| Ozu Moreira       | Ozu Moreira       | Emirati Arabi Uniti |

## Squadre qualificate al campionato mondiale
Le seguenti squadre si sono qualificate al Campionato mondiale di beach soccer 2019:
| Qualificate         | Pres. | Ult. | Miglior risultato                            |
| ------------------- | ----- | ---- | -------------------------------------------- |
| Giappone            | 10ª   | 2017 | Quarto posto (2005)                          |
| Emirati Arabi Uniti | 6ª    | 2017 | Fase a gironi (2007, 2008, 2009, 2013, 2017) |
| Oman                | 3ª    | 2015 | Fase a gironi (2011, 2015)                   |